# Archieparchia Winnipeg
Archieparchia Winnipeg – archieparchia metropolitalna Kościoła katolickiego obrządku bizantyjsko-ukraińskiego w Kanadzie. Została erygowana w 1912 roku jako egzarchat apostolski Kanady. W 1948 jego zasięg i nazwa zostały ograniczone do Kanady Centralnej, a w 1951 do Manitoby. W 1956 egzarchat został podniesiony do rangi archieparchii, której ordynariusz jest jednocześnie - jako metropolita – zwierzchnikiem całego kanadyjskiego Kościoła bizantyjsko-ukraińskiego. 